# Toto Tamuz
Toto Adaruns Tamuz Temile (hebreo: טוֹטוֹ תַּמּוּז); n. el 4 de enero de 1988) es un futbolista israelí nacido en Nigeria. Juega como delantero en la selección de Israel y actualmente juega en el Progresul 05 Bucarest.

## Carrera deportiva

### Infancia y primeros pasos
Aunque Tamuz nació en Nigeria, sus padres se mudaron a Israel en 1990 debido a que su padre, Clement Temile, fichó por el Beitar Netanya, pero lamentablemente el equipo entró en quiebra y sus jugadores no podían cobrar su salario.
Dada esta situación, sus padres se vieron forzados a tener que buscarse trabajos esporádicos para poder mantenerse, pero tuvieron que dejar el país en 1991 para buscarse la vida en Nigeria dejando temporalmente a su hijo Toto con un compañero de equipo de su padre, Yitzchak Gueta, y en condición de inmigrante ilegal. Posteriormente y cuando parecía obvio que sus padres no regresarían a por el pequeño Tamuz, fue acogido por Orit Tamuz, una ejecutiva de marketing, que dio su apellido al joven.
Toto Tamuz empezó a jugar formalmente en el FC Ashdod, para pasar luego a formar parte de la cantera del Hapoel Petah Tikva. Después de hacer 11 tantos en 28 encuentros pasó a uno de los equipos punteros del país como es el Beitar Jerusalem, que abandonó por culpa de su hinchada simpatizantes del Kach y provenientes del Movimiento Juvenil Sionista.
Tras abandonar el Beitar, ficha por el Hapoel Tel Aviv, donde acaba con problemas con el club.

### Carrera fuera de Israel
Tras los problemas con el entrenador del equipo israelí ficha por el Ural Ekaterimburgo de Rusia.

## Selección nacional

### Situación legal en Israel
Toto Tamuz es un gran jugador Israel, ha pasado por las inferiores y es convocado para la selección. En junio de 2007 su petición de ciudadano fue aprobada por el ministro del Interior Roni Bar-On, dando fin a una situación conflictiva.
Ha sido internacional con la Selección de fútbol de Israel, ha jugado 10 partidos internacionales y ha anotado 2 goles.

## Clubes
| Club                  | País    | Año       |
| --------------------- | ------- | --------- |
| Hapoel Petah Tikva    | Israel  | 2005-2006 |
| Beitar Jerusalem FC   | Israel  | 2006-2010 |
| Hapoel Tel Aviv FC    | Israel  | 2010-2013 |
| Ural Ekaterimburgo    | Rusia   | 2013      |
| Petrolul Ploiesti     | Rumania | 2014-2016 |
| Hunan Billows         | China   | 2016-2017 |
| Hapoel Tel Aviv FC    | Israel  | 2017      |
| Petrolul Ploiesti     | Rumania | 2018-2019 |
| Progresul 05 Bucarest | Rumania | 2019-     |

## Palmarés

### Campeonatos nacionales
| Título                   | Club                | País   | Año       |
| ------------------------ | ------------------- | ------ | --------- |
| Premier League de Israel | Beitar Jerusalem FC | Israel | 2006-2007 |
| Copa Toto                | Beitar Jerusalem FC | Israel | 2006-2007 |
| Premier League de Israel | Beitar Jerusalem FC | Israel | 2007-2008 |
| Copa de Israel           | Beitar Jerusalem FC | Israel | 2007-2008 |
| Copa Toto                | Beitar Jerusalem FC | Israel | 2007-2008 |
| Copa de Israel           | Beitar Jerusalem FC | Israel | 2008-2009 |
| Copa de Israel           | Hapoel Tel Aviv     | Israel | 2010-2011 |
| Copa de Israel           | Hapoel Tel Aviv     | Israel | 2011-2012 |

### Distinciones individuales
- Máximo goleador de la Premier League de Israel: 2010/11